# Правец 8А
„Правец 8А“ е модел български персонален компютър от серията 8-битови компютри, започната с Правец 82.
Разработен е през 1986 г., а се произвежда от 1987 г. Основните разлики между него и предхождащите го „Правец 82“ и „Правец 8М“ са добавената нова, по-висока разделителна способност на извежданото видео-избражение (т.нар. режим HGR), по-големият обем на ROM паметта и допълнителните слотове за RAM памет. Също и по-голямата по обем кодова таблица (8 бита вместо досегашните 7), което позволява използването на малки и големи букви при работа с кирилица. Броят на частите е намален благодарение на ИС630 до 633.
През 1988 година в Ташкент е създадено съвместно съветско-българско предприятие „Вариант“, насочено към пазара на компютри за училищата. Предприятието сглобява компютри „Правец-8А“ от компоненти, доставяни от България, и ги инсталира в гимназии, професионално-технически училища и техникуми в Ташкент. СП „Вариант“ доставя компютри и в други градове, създавайки свои филиали и технически центрове. В Москва, Ленинград, Вилнюс, Нижни Новгород, Толиати, Лвов и други градове са инсталирани класове от 11 компютъра на стойност около 60000 съветски рубли, което приблизително се равнява на цената на един персонален компютър IBM PC/AT. Доставките се осъществяват под контрола на Държавния комитет за народно образование, което довежда до това, че извън училищата са инсталирани само около 1000 машини.

## Техническа характеристика
| Параметър               | Данни                                    |
| ----------------------- | ---------------------------------------- |
| Микропроцесор           | CM630 Съвместим с 6502                   |
| RAM                     | 64 Kb. Може да се добави 128 или 512 Kb. |
| ROM                     | 16 Kb.                                   |
| Режими на изображението | —                                        |
| текст                   | 40/24 или 80/24 при налични 128 Kb.      |
| GR                      | 40/48 80/48 при налични 128 Kb.          |
| HGR                     | 280/192 или 560/192 при налични 128 Kb   |